# Argyreia mekongensis
Argyreia mekongensis är en vindeväxtart som beskrevs av François Gagnepain och Courchet. Argyreia mekongensis ingår i släktet Argyreia och familjen vindeväxter. Inga underarter finns listade i Catalogue of Life.